# Полиморфизм кристаллов
Полиморфи́зм криста́ллов (от др.-греч. πολύμορφος «многообразный») — способность вещества существовать в различных кристаллических структурах, называемых полиморфными модификациями (их принято обозначать греческими буквами α, β, γ и т. д.).
Характерен для различных классов веществ. Полиморфизм для простых веществ называют аллотропией, но понятие полиморфизма не относят к некристаллическим аллотропным формам (таким, как газообразные O2 и O3).
Частный случай полиморфизма, характерный для соединений со слоистой атомной структурой — политипи́зм (политипи́я). Такие модификации, политипы, различаются между собой лишь порядком чередования атомных слоёв.

## История открытия
Открыт в 1798 году М. Клапротом на примере карбоната кальция, для которого были обнаружены две модификации кальцит и арагонит.

## Причины возникновения полиморфизма
Полиморфизм объясняется тем, что одни и те же атомы вещества могут образовывать различные устойчивые кристаллические решётки, соответствующие минимумам на поверхности энергии Гиббса. Стабильной модификации отвечает глобальный минимум, метастабильным — локальные минимумы. При повышении температуры более прочная кристаллическая решётка низкотемпературной модификации может характеризоваться меньшей энтропией за счёт того, что она менее восприимчива к возбуждению тепловых колебаний, поэтому другая модификация, характеризующаяся более крутой зависимостью энергии Гиббса от температуры, становится более выгодной.

## Термодинамикаикинетикаполиморфизма
При заданных условиях (температура, давление и др.) одна из модификаций является термодинамически стабильной, другие — метастабильными. При изменении условий может оказаться стабильной другая модификация. Условия, при которых стабильна каждая из модификаций, изображаются на фазовой диаграмме соответствующего вещества. Переход из метастабильной модификации в стабильную, выгодную термодинамически, не всегда можно наблюдать на практике, так как он зачастую связан с кинетическими затруднениями. Примером является алмаз, полиморфная модификация углерода, которая при нормальных условиях метастабильна, но существует неограниченно долго. Это объясняется тем, что для перестройки кристаллической решётки требуется преодолеть энергетический барьер. Во многих случаях удаётся закалить высокотемпературную модификацию до комнатной температуры. Не удаётся закалить высокотемпературную фазу в случае мартенситных превращений, характеризующихся бездиффузионным переходом.